# Giséle Sapiro
Gisèle Sapiro, född i Neuilly-sur-Seine i Frankrike, 1965, är en professor i sociologi vid École des Hautes Études en Sciences Sociales och forskningsledare vid CNRS (Centre de Sociologie Européenne). Hon har varit gästprofessor i ett flertal andra länder; USA, Tyskland, Kanada, Spanien, Israel och Rumänien. Hennes forskningsintressen omfattar de intellektuellas sociologi, litteratursociologi, översättningssociologi samt human- och samhällsvetenskapens historia.
Gisèle Sapiro har skrivit ett flertal verk som har haft stor betydelse för hennes olika forskningsintressens fält bland andra:
, Paris, Fayard, coll. « Histoire de la pensée », 1999, 814 p., 23,5 cm (ISBN 2-213-60211-5)
Johan Heilbron et Gisèle Sapiro (dir.), « Traduction: les échanges littéraires internationaux », dans  Actes de la recherche en sciences sociales, n°144, 2002
Translatio,  le marché de a traduction  en France a l'heure de la mondialisation. Paris, Éditions du CNRS, coll. « Culture et société », 2009.
La responsabilité de l'écrivain. Littérature, droit et morale en France (XIXe–XXIe siècle), éd. du Seuil, Paris, 2011.Traduire la littérature et les sciences humaines (2012)
La Sociologie de la Littérature (2014)
Peut-on dissocier l'œuvre de l'auteur ?, Paris, Seuil, 2020 